# 克利翁

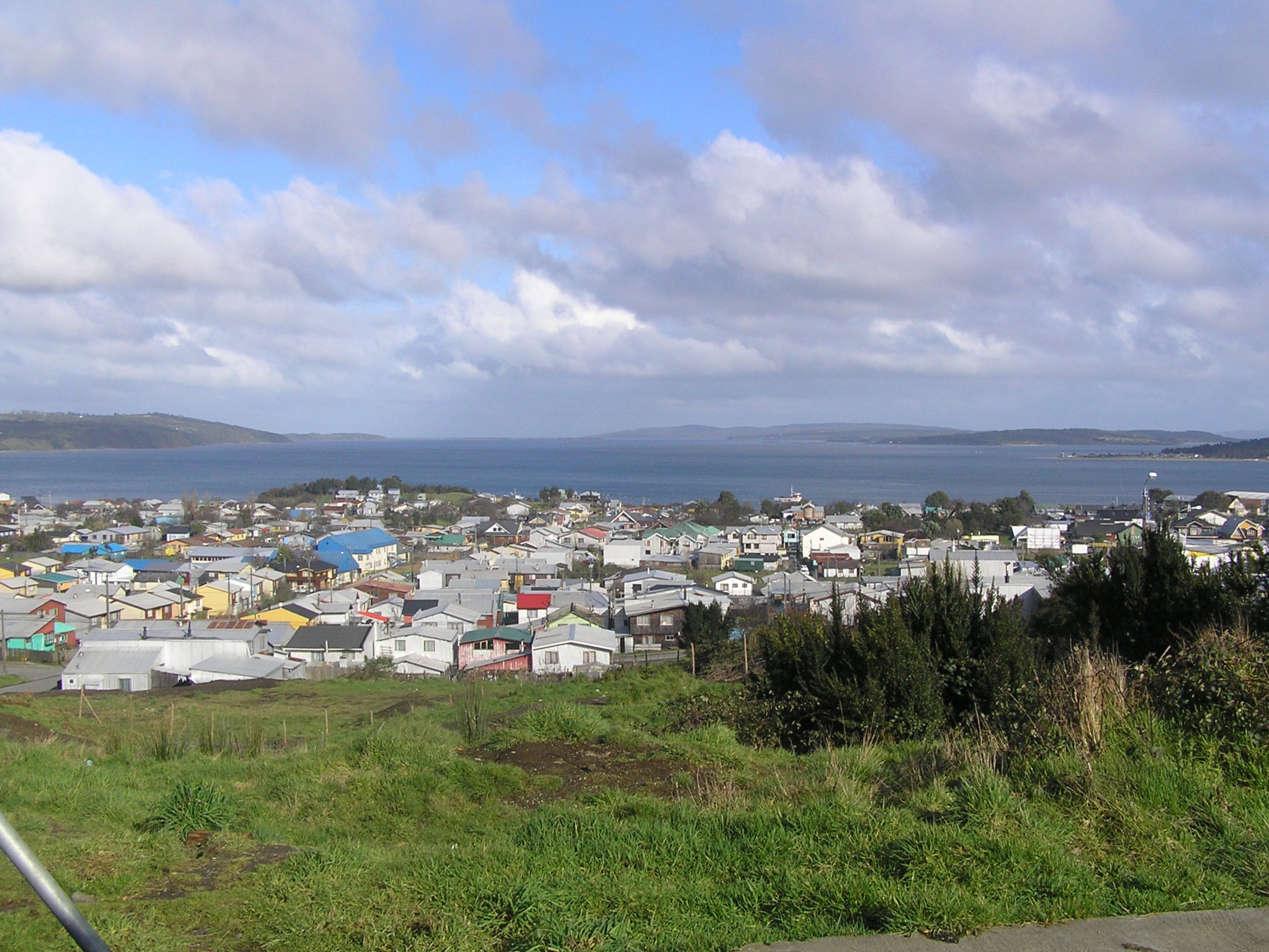

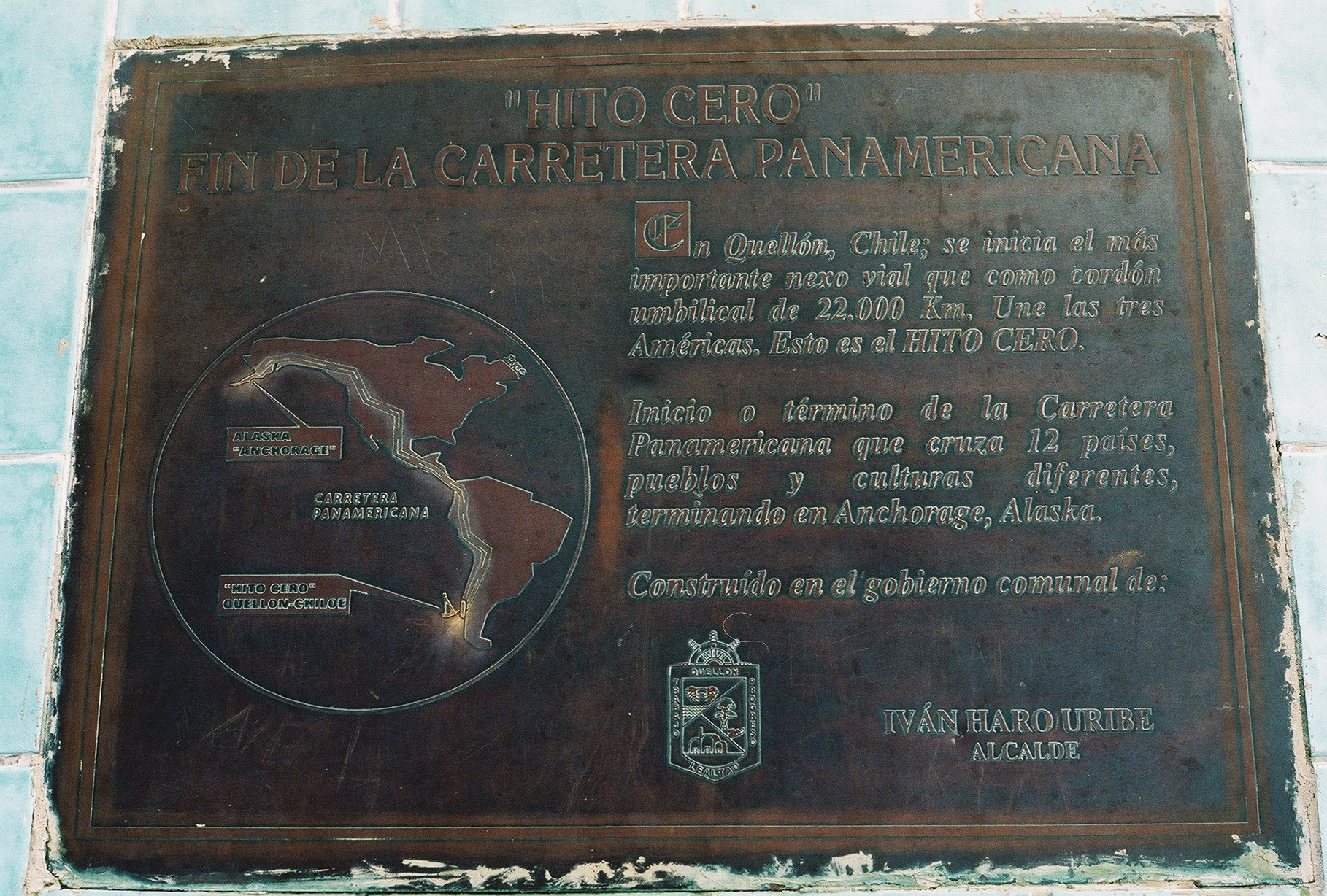

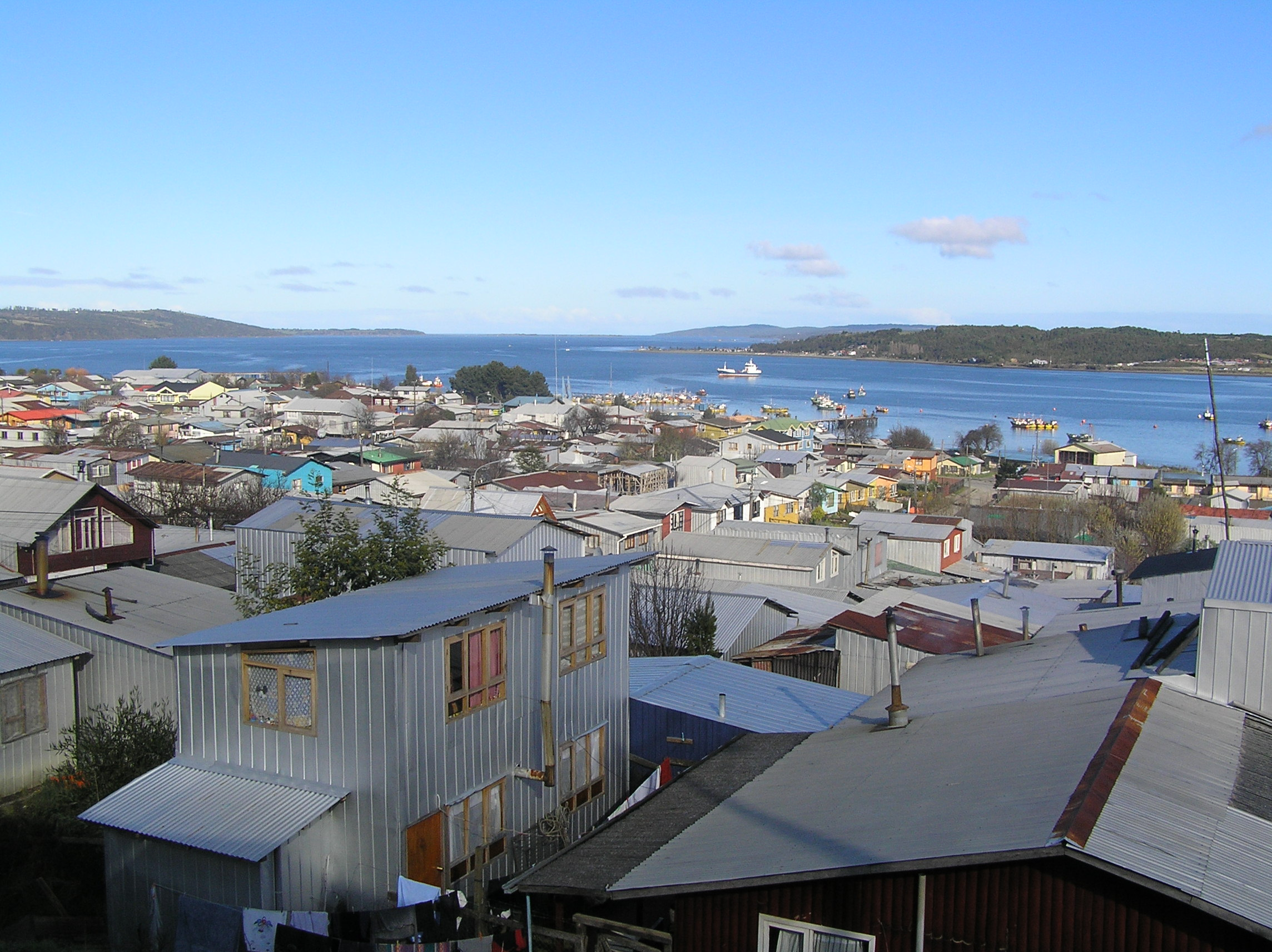

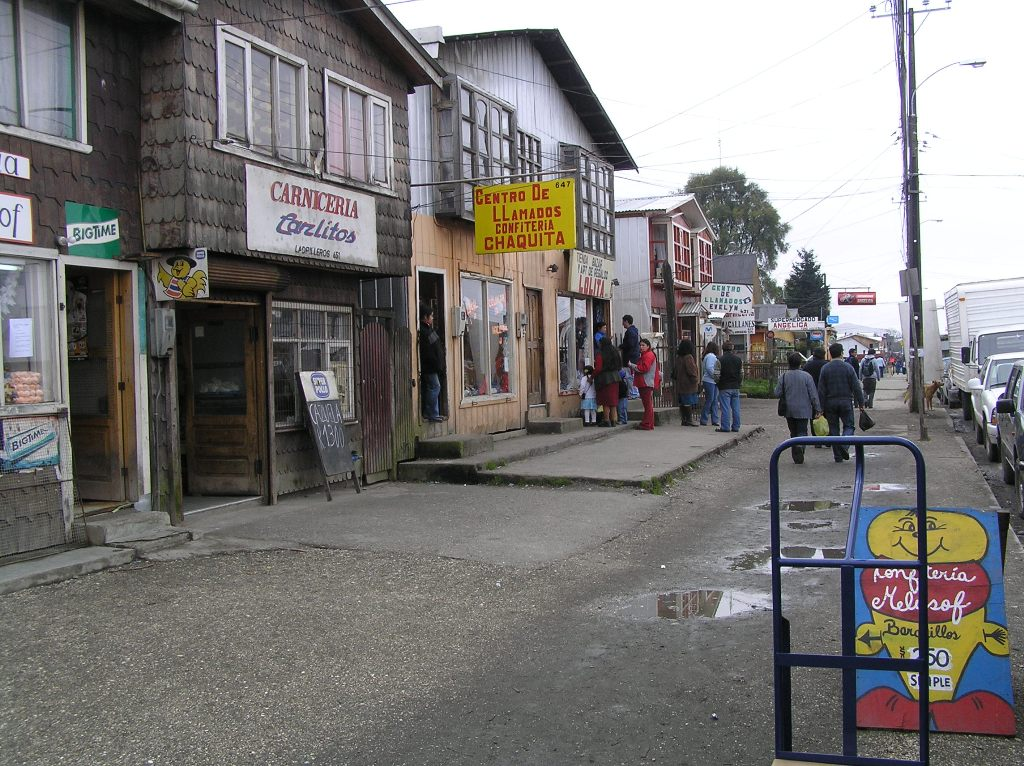

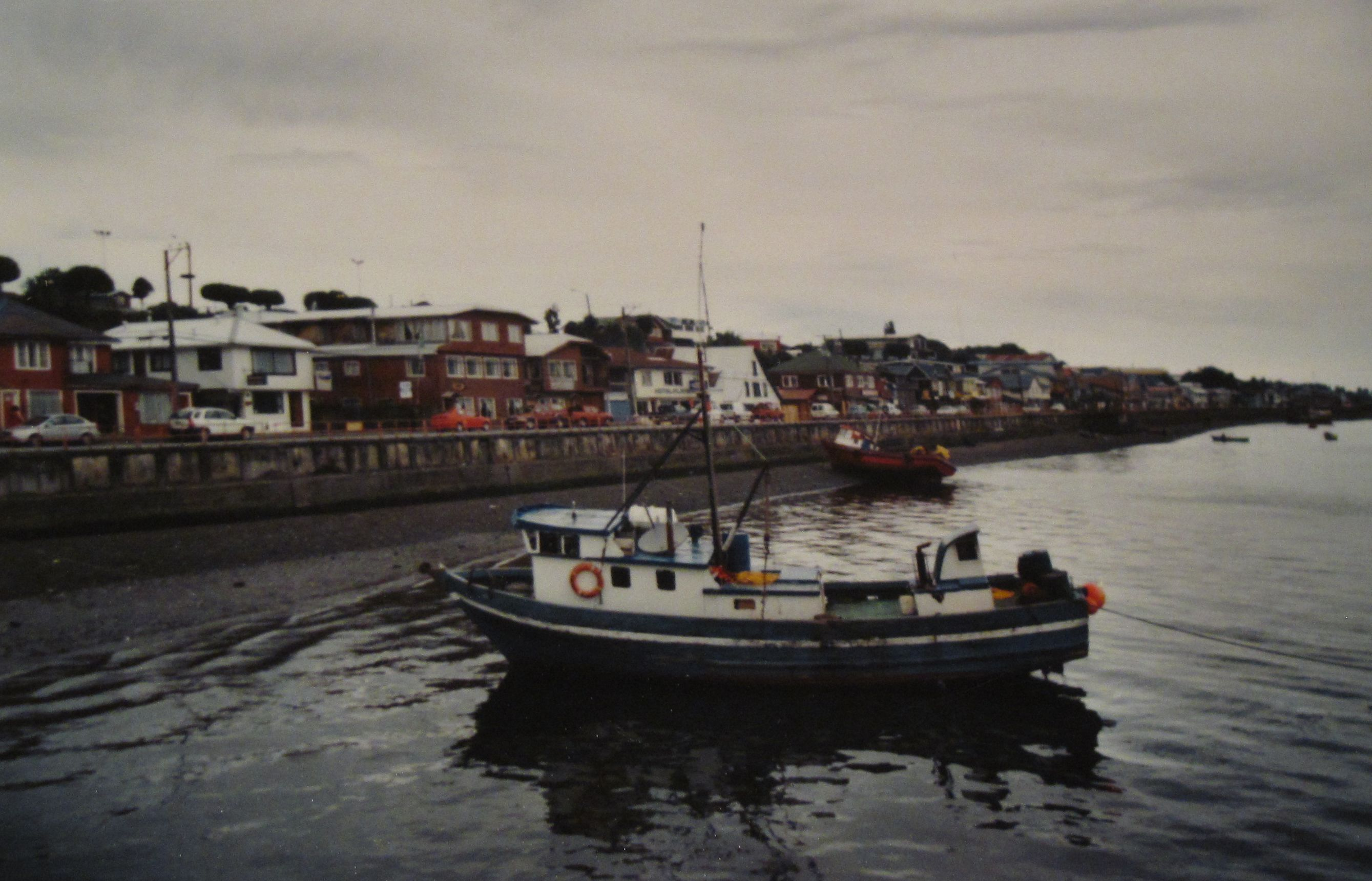

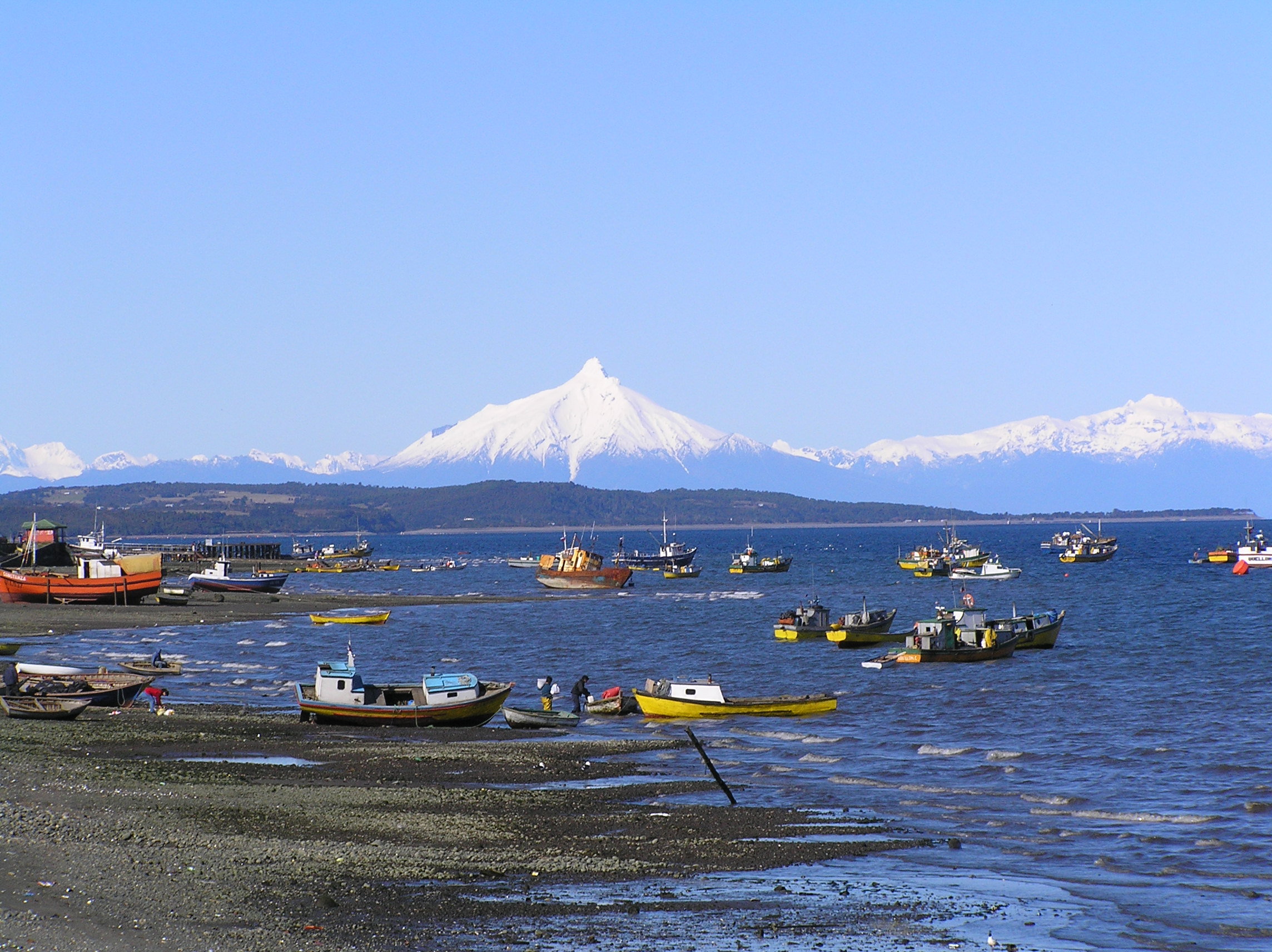

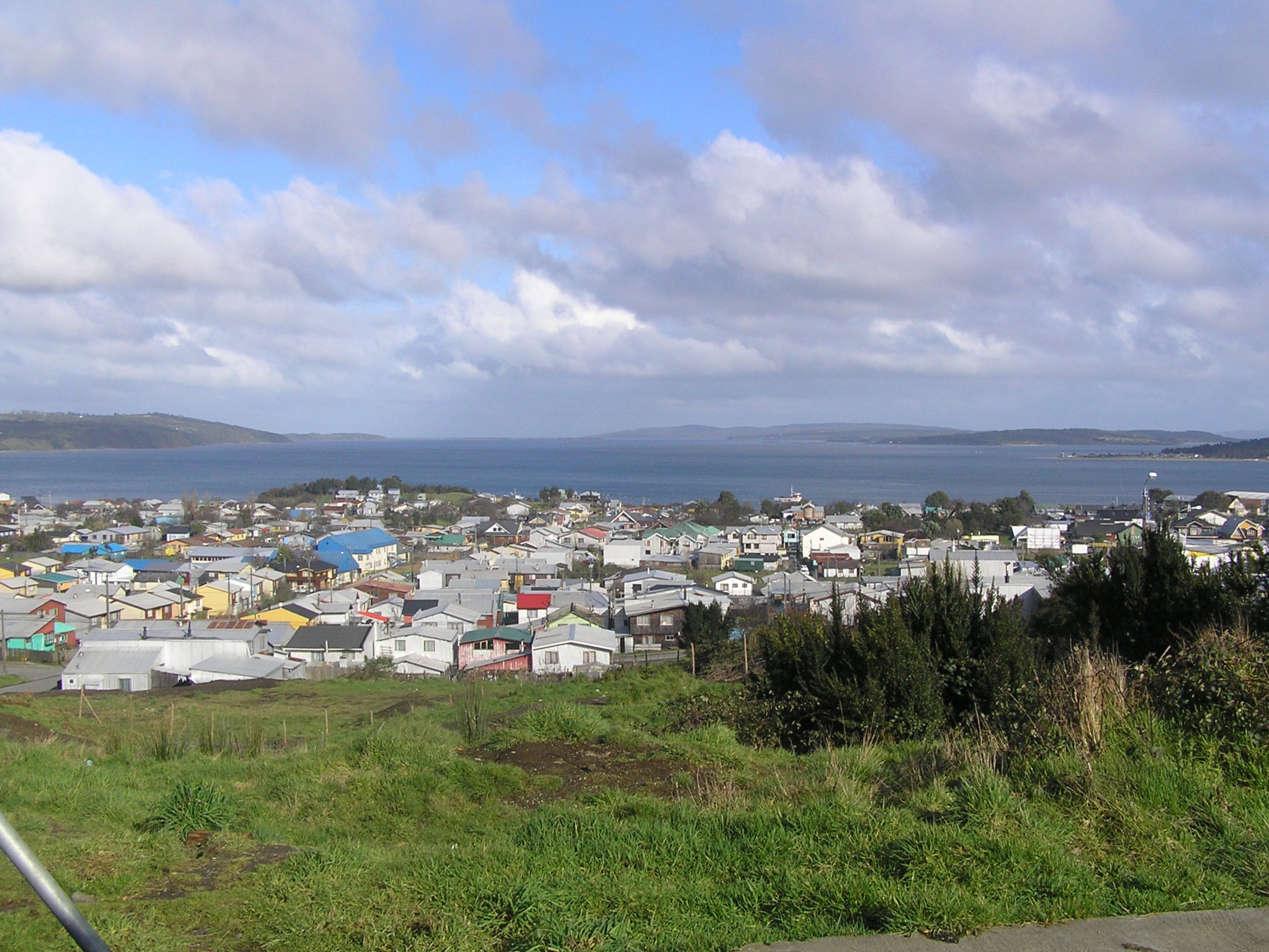

克利翁是智利的城鎮，位於該國中南部，由湖大區的奇洛埃省負責管轄，始建於1905年，面積3,244平方公里，海拔高度5米，2002年人口21,823，人口密度每平方公里6.7人。

## 外部連結
- Website Quellón